# Bulletin de la Classe Physico-Mathématique de l'Académie Impériale des Sciences de Saint-Pétersbourg
Bulletin de la Classe Physico-Mathématique de l'Académie Impériale des Sciences de Saint-Pétersbourg (abreviado Bull. Cl. Phys.-Math. Acad. Imp. Sci. Saint-Pétersbourg) fue una revista ilustrada con descripciones botánicas que fue editada por la Academia Imperial de las Artes de San Petersburgo. Se editaron 17 volúmenes en los años 1842-1859. Fue precedida por Bull. Sci. Acad. Imp. Sci. Saint-Pétersbourg que se editó en los años 1836-1842 y fue sucedida por Bulletin de l'Academie Imperiale des Sciences de St-Petersbourg en los años 1890-94, que cambió a Izvestiia Imperatorskoi Akademii Nauk en los años 1894-1906.